# Chailland
Chailland är en kommun i departementet Mayenne i regionen Pays de la Loire i nordvästra Frankrike. Kommunen ligger i kantonen Chailland som tillhör arrondissementet Laval. År 2022 hade Chailland 1 173 invånare.

## Befolkningsutveckling
Antalet invånare i kommunen Chailland
| Referens: INSEE |